# Дубняки (Калинковичский район)
Дубняки (бел. Дубнякі) — деревня в Савичском сельсовете Калинковичского района Гомельской области Беларуси.

## География

### Расположение
В 41 км на северо-запад от районного центра, 43 км от железнодорожной станции Калинковичи (на линии Гомель — Лунинец), 163 км от Гомеля.

## Транспортная сеть
Транспортные связи по просёлочной, затем автомобильной дороге Калинковичи — Бобруйск. Планировка состоит из короткой прямолинейной улицы, близкой к широтной ориентации и застроенной деревянными крестьянскими усадьбами.

## История
По письменным источникам известна с XIX века. Обозначена на карте 1866 года, которая использовалась Западной мелиоративной экспедицией, которая работала в этих местах в 1890-е годы. В 1879 году селение в Колковском церковном приходе. В 1908 году в Крюковичской волости Речицкого уезда Минской губернии. В 1915 году открыта школа, которая разместилась в наёмном крестьянском доме. В 1930 году организован колхоз имени К. Я. Ворошилова, работала кузница. Во время Великой Отечественной войны в мае 1943 года оккупанты сожгли 38 дворов и убили 13 жителей. 11 жителей погибли на фронте. В составе совхоза «Тремлянский» (центр — деревня Савичи).

## Население

### Численность
- 2004 год — 9 хозяйств, 13 жителей.

### Динамика
- 1897 год — 26 дворов, 180 жителей (согласно переписи).
- 1908 год — 30 дворов, 183 жителя.
- 1940 год — 57 дворов, 274 жителя.
- 2004 год — 9 хозяйств, 13 жителей.